# Aurelia Orestilla
Aurelia Orestilla ist nur bekannt durch den Zusammenhang mit der catilinarischen Verschwörung; die ausführlichste Beschreibung ihrer Person finden wir noch in Sallusts Catilina, wohingegen Cicero in seiner ersten catilinarischen Rede nur auf die Vorgänge zwischen Catilina und Aurelia Orestilla anspielt.